# Гешер
Гешер (нем. Gescher) — город в Германии, в земле Северный Рейн-Вестфалия.
Подчинён административному округу Мюнстер. Входит в состав района Боркен.  Население составляет 17 185 человек (на 31 декабря 2010 года). Занимает площадь 80,78 км². Официальный код  —  05 5 54 016.
Город подразделяется на 6 городских районов.

## Фотографии

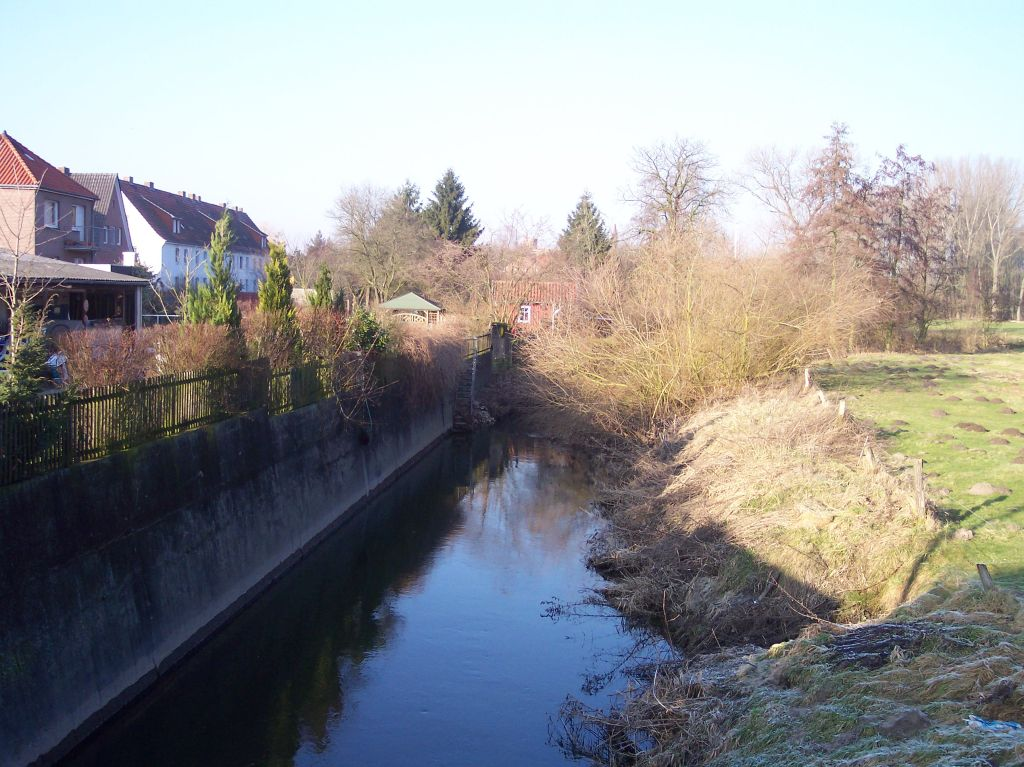
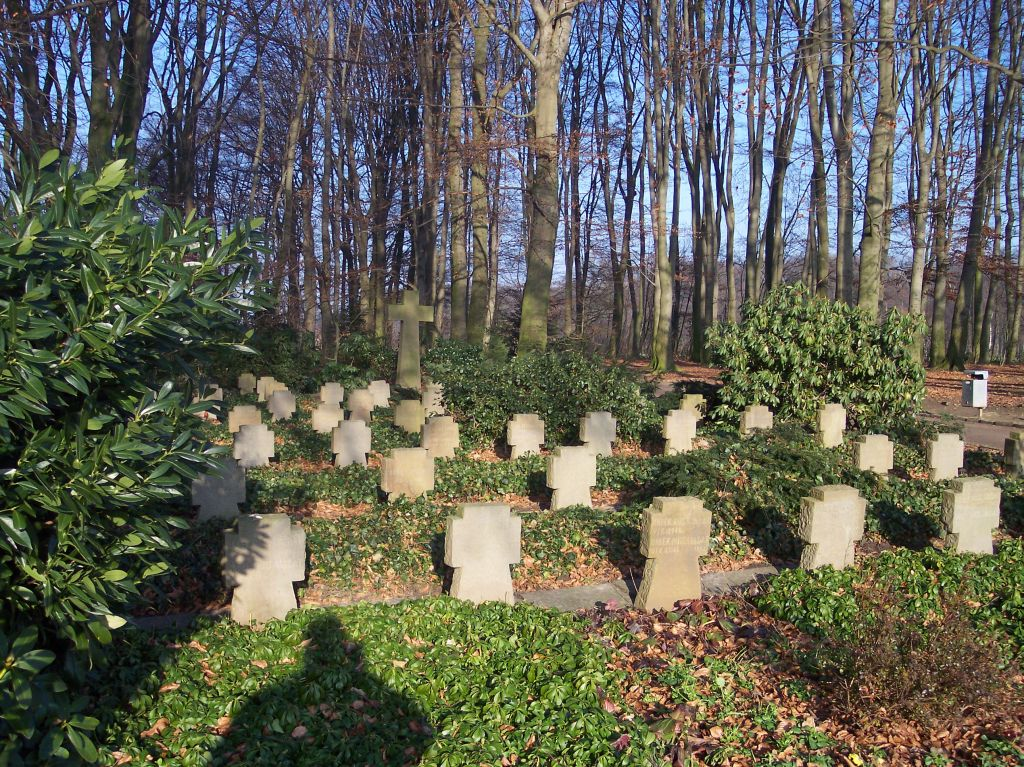
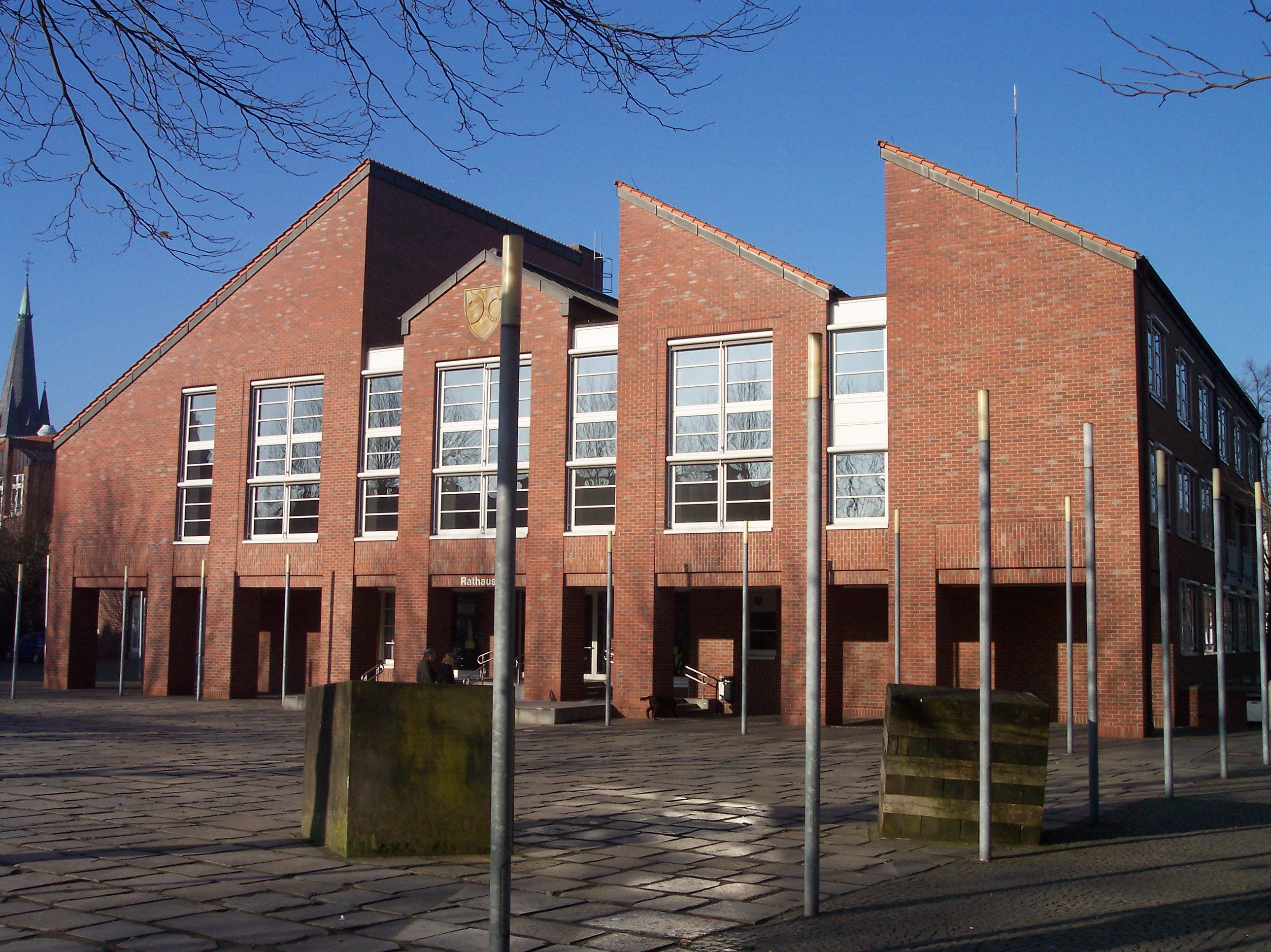
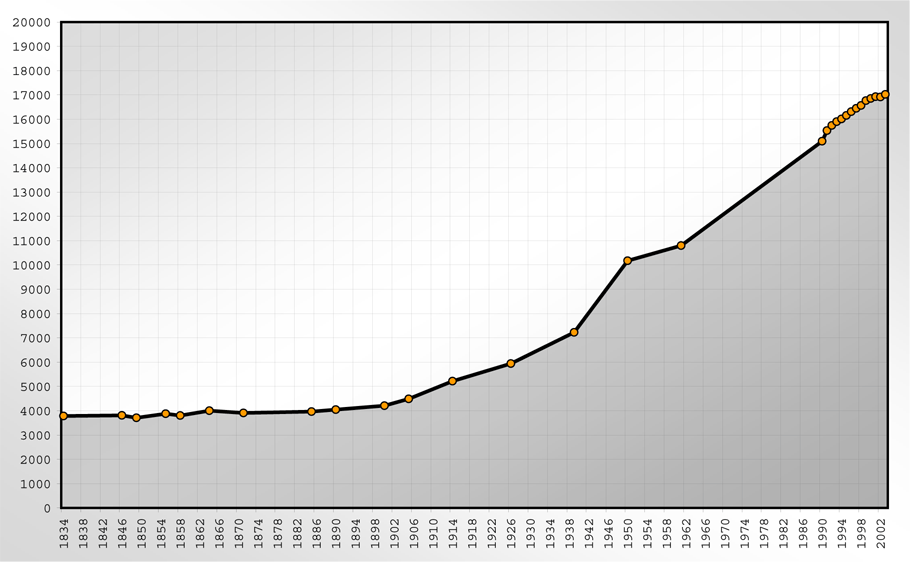
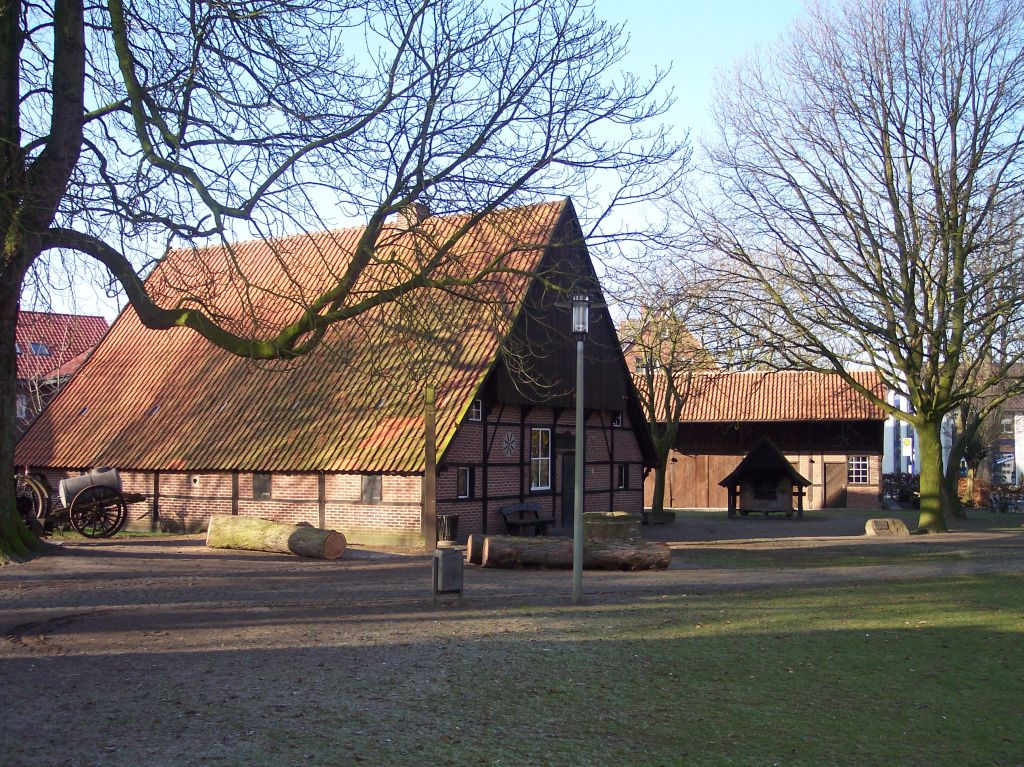
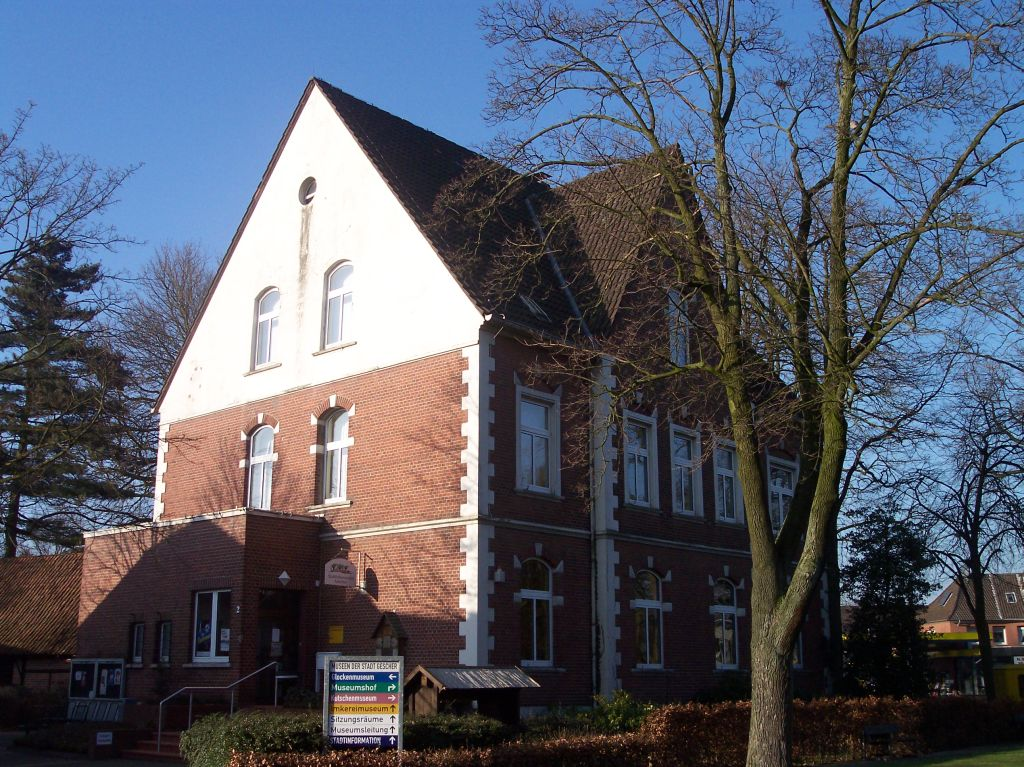
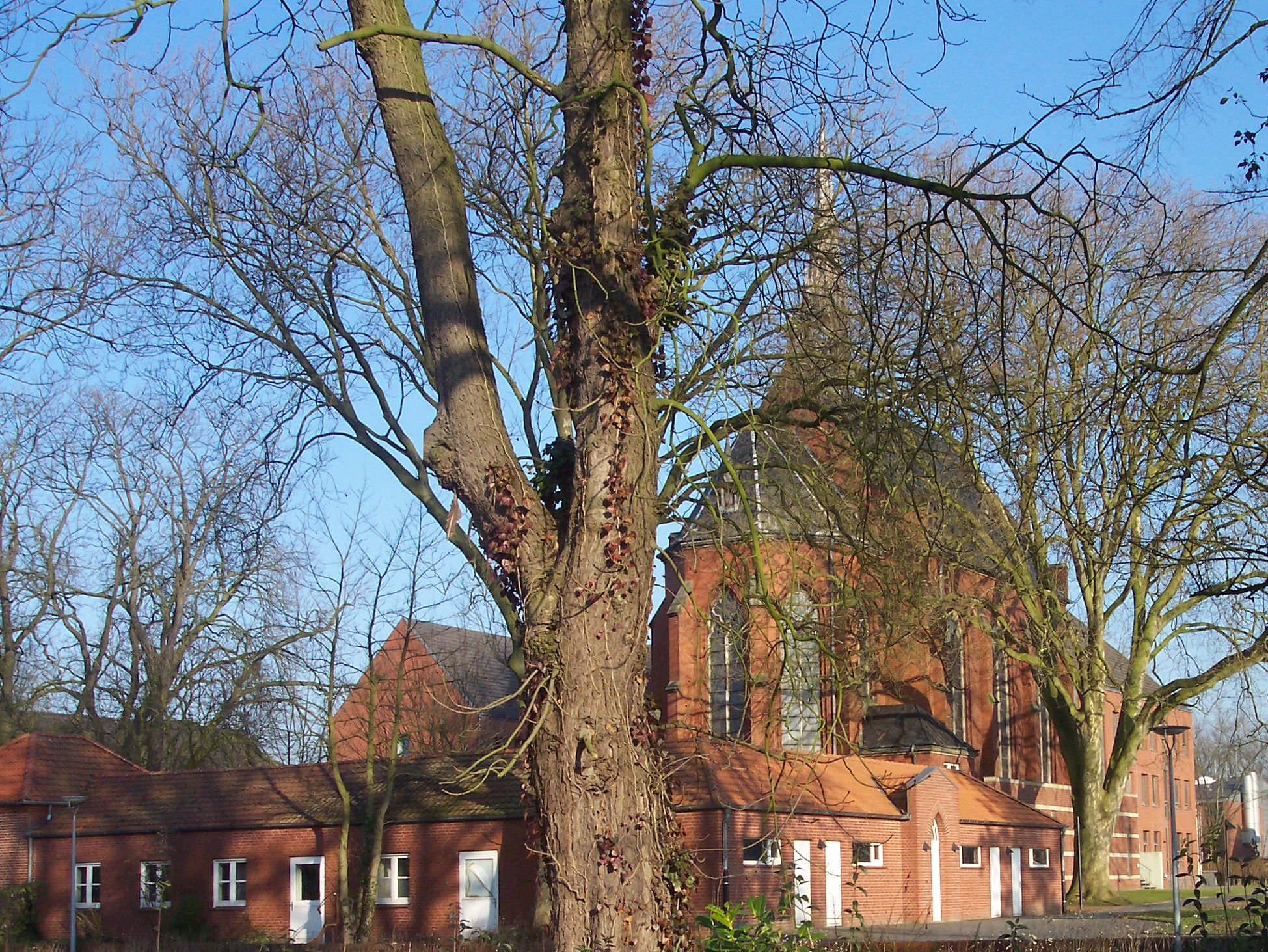